# ASP (gruppo musicale)
Gli ASP sono un gruppo musicale gothic metal tedesco, fondato nel 1999. Prendono il nome dallo pseudonimo del leader del gruppo, Alexander Spreng detto "Asp". È diventata famosa soprattutto grazie al ciclo incentrato sulla Farfalla Nera, che ruota attorno ai primi cinque album e che, secondo il cantante Alexander Spreng, dovrebbe essere considerato come una sorta di "novella gotica" musicale. La band sottolinea questo legame attraverso l'uso del suggestivo nome "I Racconti di ASP", che richiama alla mente il mondo letterario.

## Storia del gruppo

### Fondazione (1999)
Alexander "Asp" Spreng e Matthias "Matze" Ambré (ex membro della band di Francoforte Gabi Mohnbrot) fondano il gruppo nell'estate del 1999 "in uno dei più bei pub di sidro di Hessen" dopo un lungo scambio di esperienze e opinioni e lo scioglimento delle rispettive band precedenti. Il nome della band, ASP, è sia il soprannome che il nome d'arte di Alexander Spreng, il cantante della band. Spreng aveva creato un personaggio letterario che avrebbe avuto un ruolo centrale nelle future pubblicazioni della band, quindi è sembrato naturale adottare il nome del personaggio come nome della band stessa. Spreng disegnò il logo della band che viene utilizzato ancora oggi. Il primo sito della band è stato sviluppato dall'ex membro dei Gabi-Mohnbrot e successivamente bassista degli ASP, Andreas "Tossi" Gross.
Dopo la formazione della band, hanno iniziato a lavorare sulla loro musica e hanno registrato il loro primo demo-CD in modo piuttosto improvvisato nell'appartamento del futuro batterista degli ASP, Oliver "Himmi" Himmighoffen, anch'egli un ex membro dei Gabi Mohnbrot.
Inizialmente, la band ha ricevuto un feedback positivo dalla scena locale e dai DJ, ma non hanno ottenuto offerte da etichette discografiche. Non avevano inizialmente pianificato esibizioni dal vivo, dato che entrambi i membri avevano già esperienza sul palco con le loro band precedenti.

### Contratto discografico, prime esibizioni e primo album (2000)
Alexander Storm, il capo dell'etichetta discografica Trisol, ben nota nella scena, si è interessato ad ASP dopo aver ascoltato le anteprime musicali presenti sul sito web della band all'epoca. Di conseguenza, ha offerto un incontro e successivamente un contratto discografico, che Spreng e Ambré hanno firmato poco dopo.
La decisione di esibirsi dal vivo è stata presa dopo una richiesta da parte della rivista online The Gothicworld, che voleva ASP per un festival. Pertanto, Spreng e Ambré hanno ritenuto importante formare una band dal vivo, poiché non volevano fare affidamento su registrazioni preregistrate durante le esibizioni dal vivo. Hanno reclutato Oliver Himmighoffen come batterista e Andreas Gross come bassista. Per le parti vocali armoniche, che in studio erano state registrate da Spreng da solo, Holger Hartgen e l'ex collega di band di Spreng, Pit Hammann, hanno formato il coro.
Il primo album "Hast Du mich vermisst? (Der schwarze Schmetterling I)", che da il via al Ciclo Della Farfalla Nera, è stato prodotto nello studio del seminterrato chiamato Das Zwerk. L'artwork è stato realizzato da Pit Hammann e Andreas Gross, mentre le foto sono state fornite da Marc Weissenberger. Il CD è stato infine pubblicato il 3 novembre 2000 durante una festa di lancio con concerto presso il club "Nachtleben" di Francoforte.

### Esibizioni più grandi, tour, nuovi album e fanbase (2001-2003)
Su iniziativa di Mozart, il cantante degli Umbra et Imago, nel 2001 gli ASP si sono esibiti per la prima volta davanti a un pubblico più numeroso al festival Ostara. Durante questo concerto si è verificato anche il primo cambio di formazione. Pit Hammann ha deciso di concentrarsi esclusivamente sul suo lavoro come illustratore e autore. Al suo posto è entrato Marcus "Max" Testory, originario di Vienna e leader della band Chamber, come nuovo cantante di supporto. A Maggio del 2001, è seguita la prima esibizione al più grande festival della scena, il Wave-Gotik-Treffen. Durante la festa di lancio del secondo album ":Duett (Der schwarze Schmetterling II)", pubblicato il 26 ottobre 2001 su insistenza dell'etichetta discografica come successore del primo album, presso le rovine culturali di Karlsruhe, è stata fondata la community dei fan Singchild.de, che ha dato origine al forum precedente DieZusammenkunft.net. La band e altri artisti legati ad ASP si sono personalmente impegnati nel forum fino alla sua chiusura nel settembre 2019.
Il nome "Die Zusammenkunft" era originariamente quello di un festival organizzato da Spreng presso il club Batschkapp di Francoforte. Durante l'evento, si sono esibite le band Chamber, Janus, ASP stessa e L'Âme Immortelle. Inoltre, ASP ha condiviso il palco con Rig di Janus, Alexander Kaschte dei Samsas Traum e Mozart degli Umbra et Imago.

### I problemi della distribuzione e ulteriori successi (2004-2007)
Nel 2004, la società di distribuzione del gruppo EFA ha dovuto dichiarare bancarotta. Di conseguenza, all'inizio non fu possibile vendere altri CD, poiché tutte le copie disponibili fino a quel momento entrarono a far parte del processo fallimentare. Per attutire i problemi finanziari, la casa discografica Trisol ha imposto la produzione del CD best-of Interim Works Compendium dopo soli tre album, contro la volontà del gruppo. In quel anno gli ASP hanno anche reso disponibile per un breve periodo la loro intera discografia come download a pagamento sul loro sito web, ma questo è stato interrotto poco dopo a causa di problemi irrisolti con la GEMA. Inoltre, il singolo Ich will brennen è stato pubblicato come parte di una campagna per preservare il diritto alla copia privata. Il singolo era accompagnato da una dichiarazione del gruppo, un adesivo e un CD vuoto su cui gli acquirenti avrebbero dovuto masterizzare il proprio best of. Il sito web di accompagnamento conteneva richieste dettagliate e una petizione. Dal vivo, nel 2004 gli ASP si sono esibiti per la prima volta all'estero (Belgio e Gran Bretagna), hanno suonato per la prima volta al M'era Luna Festival, oltre a vari altri festival, e hanno fatto un altro tour da headliner con i Porn come band di supporto.
Nel 2005 gli ASP hanno pubblicato il singolo Hunger, venduto solo durante il tour di accompagnamento. Questo si è svolto in primavera con la band Nuuk come supporto. Dopo diverse partecipazioni a vari festival, gli ASP pubblicano l'album Aus der Tiefe, per il quale questa volta è stato possibile prenotare uno studio esterno, che ha permesso anche di registrare per la prima volta una vera batteria. Segue l'omonimo tour autunnale insieme ai Seelenzorn.

### ASP e Chamber in Once in a Lifetime
Nel 2006 Spreng e l'ex cantante di sottofondo Max Testory decisero di organizzare un tour acustico congiunto delle band ASP e Chamber. In questo tour di concerti, chiamato Once in a lifetime, i due gruppi hanno suonato canzoni di entrambe le band in una formazione mista. Al posto dell'opening act, l'autore Thomas Sabottka ha organizzato il programma di apertura con una lettura dei suoi testi. Per questo è stato pubblicato un E.P. intitolato Humility e un cofanetto limitato di CD live nel 2007.
In risposta alle accuse di commercialità che nel frattempo erano sorte nella scena, nel 2006 gli ASP hanno pubblicato il singolo Werben che, oltre al normale CD, è stato pubblicato in una sontuosa versione in vinile accompagnata da una campagna pubblicitaria satirica. Per questo, crearono anche il personaggio Emma e la Varieté Obscur, che furono ripresi nelle pubblicazioni successive. Una di queste pubblicazioni fu il romanzo grafico Varieté Obscur, in cui fece la sua prima apparizione il detective Johann Salamander. Il libro è stato nuovamente disegnato da Ingo Römling, con il quale Spreng ha anche ri-registrato l'omonima canzone e l'ha inclusa nel libro su CD. La terza uscita del 2006 fu il singolo Ich bin ein wahrer Satan, che apparve in quattro versioni diverse. Ogni versione era accompagnata da una parte di un voucher che poteva essere utilizzato per ritirare gratuitamente il singolo Isobel Goudie durante il tour di accompagnamento, che si è svolto insieme ai Dope Stars Inc. in ottobre. Le copie rimanenti del singolo bonus sono state eliminate dopo il tour. 
Il Ciclo Della Farfalla Nera, che avrebbe dovuto concludersi dopo quattro album, è proseguito nel 2007 con il quinto album Requiembryo. Ancora una volta, Ingo Römling si occupò del progetto. Le registrazioni e la pre-produzione si sono svolte nello studio dell'ex chitarrista dei Grave Diggers Uwe Lulis. L'album è stato finalmente pubblicato il 23 marzo 2007, dopo numerose anticipazioni e approfondimenti su vari siti web come il forum dei fan. L'album è stato seguito da un tour in due parti, la prima con i The Beauty of Gemina, la seconda con gli Elis come band di supporto. Dopo una votazione online sul titolo, gli ASP hanno pubblicato anche l'E.P. del 2007 Nie Mehr! (Die verschollenen Archive I), che includeva una cover della canzone di Konstantin Wecker Sage Nein! Sempre in quell'anno, Spreng e Römling hanno iniziato il progetto a fumetti Sieben Jahre mit Garg (Sette anni con Garg), apparso prima come fumetto online e poi come libro nel 2010.

### Conclusione del Ciclo Della Farfalla Nera
Nel 2008 ASP ha prodotto il suo primo video musicale in stop motion la canzone Me. Il video è stato pubblicato come DVD nell'edizione limitata del doppio CD Horror Vacui. Questa raccolta è stata fatta dalla band stessa e il precedente CD Interim Works Compendium, poco amato, è stato tolto dal mercato in accordo con la casa discografica. Contemporaneamente è stato pubblicato il libro Horror Vacui, contenente le canzoni e i testi di accompagnamento. Nella primavera del 2008 si è svolto l'omonimo tour insieme a Lahannya. Il secondo CD pubblicato nel 2008 è stato il doppio album Zaubererbruder - Der Krabat-Liederzyklus, in cui gli ASP hanno presentato la propria interpretazione del materiale dei Krabat. L'album è stato il primo album degli ASP a raggiungere la Top 20 della classifica tedesca degli album. Nell'ottobre 2008 si è svolto un altro tour acustico con quattro musicisti ospiti. Il terzo doppio album dell'anno è stato il CD live Akoasma, registrato durante il tour Horror Vacui. Nel corso del tour gli ASP si sono esibiti al Wave-Gotik-Treffen nel 2009. 
Alla fine di luglio 2009, gli ASP hanno pubblicato un altro album dal vivo, Von Zaubererbrüdern, registrato nell'autunno 2008 durante il tour unplugged Von Zaubererbrüdern, Schwarzen Schmetterlingen und andere Nachtgestalten. L'album è stato pubblicato per la prima volta su DVD e Blu-ray Disc oltre che su CD. Nell'autunno dello stesso anno è stato pubblicato il singolo Wer Sonst/In Märchenland. In realtà, era stato pianificato un intero album, ma la sua pubblicazione è stata rimandata a tempo indeterminato perché la produzione di Von Zaubererbrüdern ha richiesto molto più tempo di quanto pianificato in anticipo e il cantante Spreng, secondo le sue stesse dichiarazioni, soffriva di sintomi di sindrome da burnout e la band ha reso pubblico che doveva prendersi del tempo per ristrutturare l'intera attività del gruppo e i metodi di lavoro interni. Parallelamente, a cavallo tra il 2009 e il 2010, il gruppo ha pubblicato un messaggio in cui ha creato una sorta di regolamento interno di condotta su come la band intendeva posizionarsi in un panorama musicale in forte cambiamento. Il 15 marzo 2011 è stato annunciato ufficialmente il nuovo album. Il 16 marzo è stata comunicata la data di uscita dell'album, prevista per il 5 agosto.

### L'inizio del nuovo Ciclo Dello Straniero
Nel marzo 2011, gli ASP hanno annunciato la partenza del chitarrista e produttore Matthias Ambré. Le ragioni della separazione sono state ufficialmente indicate come differenze personali e professionali.
Nell'agosto 2011 è stato pubblicato il singolo Wechselbalg come preludio al nuovo album Fremd (Il Ciclo dello Straniero parte 1), pubblicato in digipack e anche in una versione speciale in vinile. Come omaggio alla band Ougenweide, il singolo contiene la cover di BaldAnders. Inoltre, la versione CD del singolo contiene una registrazione dal vivo della canzone Dancing in veste acustica del 1995 (Dancing MCMXCV).
L'album è stato infine pubblicato il 21 ottobre 2011 con due mesi di ritardo in versione digibook, in versione 2 CD limitata a 7000 copie e in versione vinile illustrato limitata a 499 copie. Nel tour successivo, la nuova formazione della band comprende due ex musicisti di Umbra et Imago, Lutz Demmler e Sören Jordan.
Il secondo singolo dell'album Fremd, Eisige Wirklichkeit, è stato pubblicato nel 2012. In vista dell'uscita, i fan potevano decidere se Eisige Wirklichkeit, Rücken an Rücken o FremdkörPerson sarebbero stati pubblicati prima come singolo. Il singolo uscirà anche in edizione limitata (limitata a 5.999 copie), che includerà un DVD con la registrazione della performance al M'Era Luna Festival 2011. Lo stesso giorno uscii anche una riedizione dell'EP Humility. Nella primavera del 2012 viene annunciata la separazione dal batterista di lunga data Oliver "Himmi" Himmighoffen. Il motivo era la volontà di Oliver Himmighoffen di suonare per la nuova band di Matthias Ambré, i Die Kammer. Oliver Himmighoffen sarà inizialmente sostituito da Stefan Günther, ex compagno di band dell'attuale chitarrista solista Sören Jordan, per i concerti estivi.
Nel 2013, la band si è esibita al Wacken Open Air. Nello stesso anno è stata pubblicata la seconda parte del Ciclo dello Straniero, intitolata Maskenhaft.
Nel 2014, la band ha celebrato il suo 15º anniversario e ha intrapreso un tour di anniversario attraverso la Germania. Per questo, hanno pubblicato l'album best-of Per Aspera Ad Aspera.
Il 16 ottobre 2015 è stato pubblicato il nono album in studio Verfallen - Folge 1: Astoria, ambientato nell'HotelAstoria di Lipsia. A questo ha fatto seguito, il 1º aprile 2016, l'uscita di Verfallen - Folge 2: Fassaden, che conclude il concept della novella musicale sull'Astoria. Nello stesso anno, il precedente EP GeistErfahrer (parte 1.1 del Ciclo dello Straniero), all'epoca esaurito, è stato ripubblicato come album long-playing con 2 nuove canzoni. Mentre l'edizione limitata originale dell'EP conteneva la registrazione del concerto del tour Fremd come CD2, l'edizione limitata del CD2 dell'album completo contiene nuove registrazioni delle canzoni Tiefenrausch e Ich bin ein wahrer Satan, oltre a remix esclusivi di altre canzoni. Contemporaneamente gli ASP hanno pubblicato Auf Rauen Pfaden, il loro sesto album di concerti regolari, composto da 4 CD e registrato durante il Best-Of/Rar & Pur Tour 2014/15.
L'undicesimo album regolare in studio Zutiefst è stato pubblicato il 27 ottobre 2017. Si tratta della terza parte del Ciclo dello Straniero. I singoli 20.000 Meilen e Bernsteinmeerengel erano disponibili per l'ascolto con la possibilità di essere acquistati in anticipo. Il tour ha preso il via il giorno dell'uscita a Oberhausen. Dopo che il gruppo ha suonato lo Zaubererbruder - live & extended tour nell'ottobre 2018 per celebrare il decimo anniversario dell'album Zaubererbruder - Der Krabat-Liederzyklus, nel marzo 2019 sono stati pubblicati l'omonimo album dal vivo e il DVD live finanziato tramite una campagna di crowdfunding. Il 29 novembre 2019 è stato pubblicato il dodicesimo album in studio Kosmonautilus, quarta parte del Ciclo dello Straniero. Il tour di accompagnamento è iniziato il 16 gennaio 2020 a Saarbrücken. Il 12 febbraio 2021 viene pubblicata una raccolta in due volumi di testi di canzoni intitolata "Horror Vacui - Dichter am Abgrund".
Il 13 agosto 2021, Andreas "Tossi" Groß annuncia sulla homepage del gruppo che lascia la band per motivi di salute. Viene sostituito da Tobias "Lias" Engel (Spielbann, Two Minds Collide).
A novembre 2021 è stata avviata la campagna di supporto "Asps Turmbau" (Costruzione della Torre di ASP). Questa campagna mira a finanziare il processo creativo del ciclo di album denominato "Turm-Zyklus" (Ciclo della Torre), che si collega al precedente ciclo chiamato "Fremder Zyklus" (Ciclo dello Straniero) e che sarà composto da tre album.
Sempre a novembre 2021 Asp pubblica il suo nuovo album Endlich!, il quale è la quinta e ultima parte del Ciclo dello Straniero.
Il 5 febbraio 2022, ASP ha annunciato nel suo diario che la band lascerà la loro etichetta Trisol.
Nel Marzo 2023 ASP annuncia il nuovo album "Horrors – A Collection Of Gothic Novellas" in uscita il 9 Settembre 2023. L'album è preceduto da il singolo "Ich, der Teufel und du" uscito il 1 Maggio 2023.
Nel 2024, in occasione del 25 anniversario della band, ASP pubblicò il 6 settembre 2024 una raccolta di brani ri-registrati e riarrangiati chiamata "Returning To Haunted Places". La raccolta prende una canzone da ogni album che la band ha pubblicato nel corso della carriera e aggiunge 2 brani inediti.

## Formazione
- Alexander "Asp" Frank Spreng - voce (1999)
- Sàren Jordan - chitarra (2011)
- Demmler di Lutz - chitarra (2011)
- Tobias “Lias” Engel - basso (2021)
- Stefan Gànther - batteria (2012)

Ex componenti:
- Matthias "Matze" Ambré - chitarra (2000-2011)
- Oliver "Himmi" Himmighoffen - batteria (2000-2011)
- Andreas "Tossi" Gross - basso (2000-2021)
- Pit Hammann (2000-2001) (Cori)
- Holger Hartgen (2000-2004) (Cori)
- Max (Marcus Testory) (2000-2004) (Cori)

## Discografia

### Album
- 2000: Hast Du mich vermisst? (Der schwarze Schmetterling I)
- 2001: Duett (Der schwarze Schmetterling II)
- 2003: Weltunter (Der schwarze Schmetterling III)
- 2005: Aus der Tiefe (Der schwarze Schmetterling IV)
- 2007: Requiembryo (Der schwarze Schmetterling V)
- 2008: Zaubererbruder (Der Krabat-Liederzyklus)
- 2011: Fremd (Fremder-Zyklus 1)
- 2013: Maskenhaft (Fremder-Zyklus 2)
- 2015: Verfallen (Folge 1: Astoria)
- 2016: Verfallen (Folge 2: Fassaden)
- 2017: Zutiefst (Fremder-Zyklus 3)
- 2019: Kosmonautilus (Fremder-Zyklus 4)
- 2021: Endlich! (Fremder-Zyklus 5)
- 2023: Horrors – A Collection Of Gothic Novellas

### EP
- 1999: ASP (Promo-CD)
- 2002: Die Zusammenkunft EP
- 2005: Hunger
- 2006: Hässlich
- 2006: Humility (feat. Chamber)
- 2006: Isobel Goudie
- 2007: ASP Live
- 2007: Nie Mehr! (Die verschollenen Archive I)
- 2008: Die DJ Archive Vol. 1
- 2008: Die DJ Archive Vol. 2
- 2008: Die DJ Archive Vol. 3
- 2012: GeistErfahrer
- 2012: Die DJ-Archive Vol. 4
- 2012: Die DJ-Archive Vol. 5
- 2012: Die DJ-Archive Vol. 6
- 2013: Die DJ-Archive Vol. 7
- 2015: Die DJ-Archive Vol. 8
- 2015: Die DJ-Archive Vol. 9
- 2015: Die DJ-Archive Vol. 10
- 2019: Osternacht / Geh Und Heb Dein Grab Aus, Mein Freund
- 2023: Ich, der Teufel und du

### Singoli
- 2003: Weltunter (Komm zu mir)
- 2003: Stille der Nacht (Ein Weihnachtsmärchen)
- 2004: Ich will brennen
- 2004: Where Do the Gods Go (Promo-CD)
- 2005: Schwarzes Blut
- 2006: Werben
- 2006: Ich bin ein wahrer Satan (Teil 1-4)
- 2006: Ich bin ein wahrer Satan (Special DJ Promo)
- 2006: Varieté Obscur
- 2007: Duett (Das Minnelied der Incubi) (Special DJ Single)
- 2008: Denn ich bin der Meister (Special DJ Promo)
- 2009: Wer sonst? / Im Märchenland
- 2011: Wechselbalg
- 2012: Eisige Wirklichkeit
- 2016:  Das Kollektiv
- 2016:  Der Knochenmann, Das Vöglein Und Die Nymphe
- 2017: 20.000 Meilen
- 2017: BernsteinmeerengeL
- 2019: Tintakel
- 2019: Abyssus 2 (Musik)
- 2020: Kosmonautilus
- 2021: Raise Some Hell Now!
- 2021: Echo
- 2022: Die letzte Zuflucht
- 2023: Ich, der Teufel und du
- 2023: Fürst der Finsternis
- 2023: Sandmann GmbH & Compagnie
- 2023: Flickenpuppe

### Live | DVD
- 2008: AKOASMA - Horror Vacui Live
- 2009: Von Zaubererbrüdern - Live & Unplugged
- 2009: Von Zaubererbrüdern – Live & Unplugged|Von Zaubererbrüdern - Live & Unplugged
- 2012: Live Auf Dem Summer Breeze
- 2016: Live ...Auf Rauen Pfaden
- 2019: Zaubererbruder - Der Krabat-Liederzyklus - Live & für immer
- 2020: Pentagrammophon 20 Jahre - Das Jubiläumskonzert

### Box sets e Compilation
- 2004: Interim Works Compendium (Raccolta)
- 2007: Once in a Lifetime (feat. Chamber)
- 2008: Horror Vacui (The eeriest tales of ASP so far) (Raccolta rimasterizzata)
- 2011: Der Komplette Schwarze Schmetterling-Zyklus (Box da 10 CD contenente tutte le canzoni del ciclo della farfalla nera)
- 2014: Per Aspera Ad Aspera (Raccolta)
- 2018: Reflexionen 1 (Best Of ASP) (Solo Digital MP3)
- 2018: Reflexionen 2 (Best Of ASP) (Solo Digital MP3)
- 2021: Verfallen (Box da 4 vinili limitato contenente "Astoria" e "Fassaden", limitato a 500 copie)
- 2024: Returning To Haunted Places (Raccolta 16 brani ri-registrati storici, di cui 2 inediti per il 25' Anniversario)

### Video Musicali
- 2005: "Me"
- 2011: "BaldAnders"
- 2015: "Astoria verfallen (Verfallen - Folge 1: Astoria)"
- 2017: "OdeM (Verfallen, Folge 2: Fassaden)"
- 2017: "Umrissmann (Verfallen, Folge 2: Fassaden)"
- 2017: "Abertausend Fragen"
- 2017: "20.000 Meilen"
- 2017: "Nehmt Abschied/Auld Lang Syne"
- 2019: "Die Untiefen"
- 2019: "Abyssus 2 (Musik)"
- 2019: "Tintakel"
- 2021: "Raise Some Hell Now!"
- 2021: "Echo"
- 2022: "ENDLICH!"
- 2022: "Die Letzte Zuflucht"
- 2023: "Ich, der Teufel und du"
- 2023: "Flickenpuppe"